# Порфирій Карабиневич
Порфирій Карабиневич (в миру Федір  Карабиневич, 8 лютого 1813, Подільська губернія — 26 червня 1865, Архангельськ) — український релігійний діяч, ректор Полтавської духовної семінарії, архімандрит Відомства православного сповідання Російської імперії, ректор Полтавської та Олонецької духовних семінарій, настоятель Соловецького монастиря. Професор богослов'я. У низці біографічних словників помилково іменується Порфирієм Пашутою . 

## Життєпис
Народився 8 лютого 1813 в сім'ї дяка Подільської єпархії. 
З 1831 по 1834 навчався в Подільській духовній семінарії, а в 1837 закінчив Полтавську духовну семінарію. 
У 1841 закінчив Київську духовну академію і був направлений викладачем Священного писання в Полтавську духовну семінарію. 
25 лютого 1845 прийняв постриг з ім'ям Порфирій в Лубенському Спасо-Преображенському Мгарському чоловічому монастирі Полтавської єпархії. 
У 1845 призначений інспектором Полтавської духовної семінарії. 
15 квітня 1847 висвячений в сан ієромонаха, а 20 травня 1849 возведений у сан архімандрита. 
30 квітня 1850 призначений ректором Полтавської духовної семінарії. 
З 3 грудня 1852 по 15 вересня 1855 — ректор Олонецької духовної семінарії в Петрозаводську. 
З 1855 призначений настоятелем Спасо-Єлезарового монастиря Псковської єпархії. 
У 1859 переведений на посаду настоятеля Соловецького монастиря, де ним були облаштовані Савватієвський скит і обитель на Чудовій горі, а також придбані пароплави «Віра» і «Надія» для перевезення паломників до монастиря. 
Почесний член Архангельського Статистичного Комітету, автор ряду статей про Соловецький монастир. 
Помер 26 червня 1865 в Архангельську і похований в Соловецькому монастирі під Троїцько-Зосимо-Савватієвським собором. 

## Твори
- «Поминовение Я. И. Ростовцева в Соловецком монастыре» («Странник» 1860 г., № 7, стр. 1—5)
- Священноинок Иов, основатель Голгофо-Распятского скита на Анзерском острове (в мире духовник императора Петра I): Биографический очерк. — СПб., 1863. — 50 с.; М., 1873. — 47 с. (9; с. 394).
- «К истории Соловецкой обители» (там же, 1864 г., № 9, стр. 55 —70). После его смерти напечатаны: «Отрывки из дневника в Бозе почившего настоятеля Соловецкого монастыря, архимандрита Порфирия» («Духовная Беседа», 1865 г., т. II, 1869 г., т. I, II, и 1870 г., т. II.